# 韦利 (马恩省)
韦利（法語：Vélye，法語發音：[veli]）是法国马恩省的一个市镇，属于香槟沙隆区。

## 地理
韦利（48°53'15"N, 4°7'34"E）面积10.68 平方千米，位于法国大東部大區马恩省，该省份为法国东北部内陆省份，北起阿登省，西北接埃纳省，西南接塞纳-马恩省，南至奥布省，东南接上马恩省，东临默兹省。
与韦利接壤的市镇（或旧市镇、城区）包括：尚特里-比耶日、热尔米农、波康西、蒂比、特雷孔、武济。

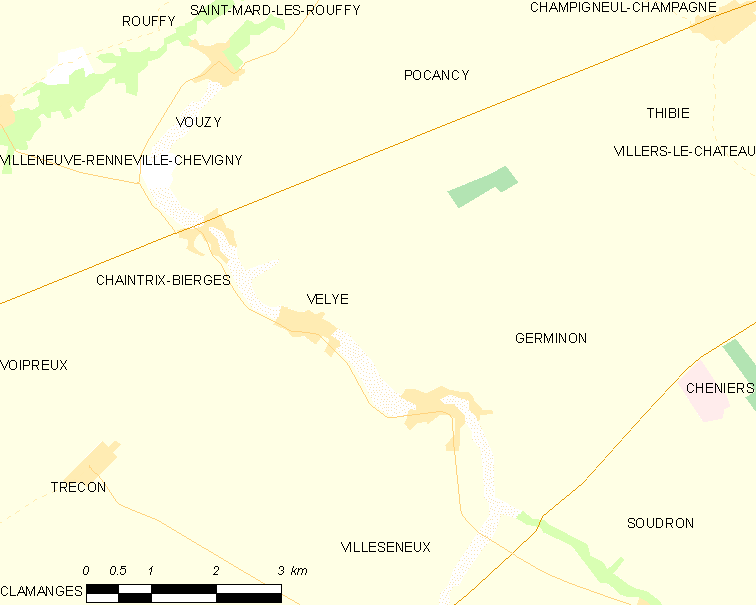
的OSM定位图

韦利的时区为UTC+01:00、UTC+02:00（夏令时）。

## 行政
韦利的邮政编码为51130，INSEE市镇编码为51603。

## 政治
韦利所属的省级选区为韦尔蒂-香槟平原县。

## 人口

1962-2008年间人口变化图示

韦利于2022年1月1日时的人口数量为227人。